# Cambridge University Cricket Club
Le Cambridge University Cricket Club est le club de cricket de l'université de Cambridge. Il joue ses matchs à domicile à Fenner's. Certains de ses matchs sont catégorisés « first-class », notamment la rencontre annuelle contre Oxford, disputée depuis 1827, et l'équipe affronte également des clubs du County Championship.

## Historique

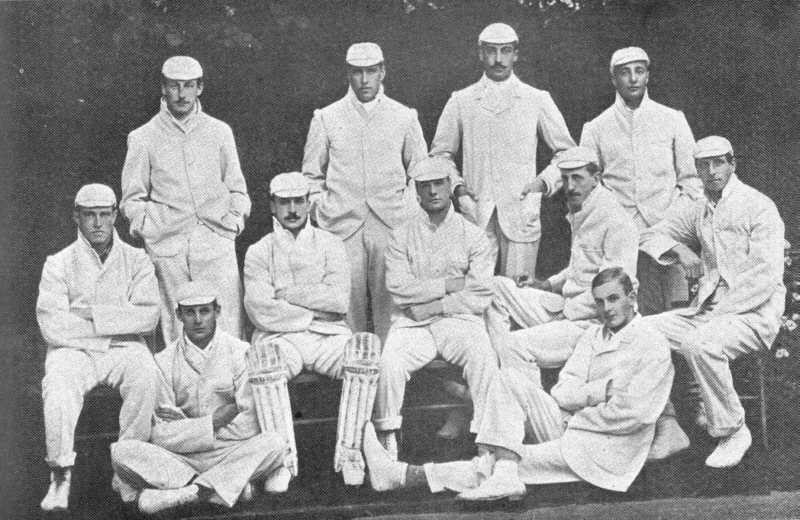
CUCC, 1899.

La première référence de cricket joué à l'université de Cambridge date de 1710, dans une lettre. La première rencontre contre Oxford a lieu en 1827, à Lord's. Catégorisée « first-class », c'est le plus vieux face-à-face existant à ce niveau. À partir de 2000, le match est joué alternativement à Fenner's et University Parks, les terrains des deux universités, et Lord's accueille en lieu et place une partie d'une journée entre les deux clubs.
La même année, Cambridge est l'une des six universités à faire partie du programme « Centre d'Excellence » de la fédération anglaise (ECB), qui vise à soutenir les joueurs souhaitant associer sport et études. Les centres d'excellence s'affrontent au sein d'une compétition. Les joueurs de l'université de Cambridge sont associés avec ceux de l'université Anglia Ruskin au sein du « Cambridge University Centre of Cricketing Excellence » (Cambridge UCCE), mais continuent d'affronter seuls ceux d'Oxford lors du match traditionnel. En 2005, c'est le Marylebone Cricket Club qui reprend le programme à son compte et le finance, et l'équipe combinée est renommée Cambridge MCC University (Cambridge MCCU) en 2010.

## Stade

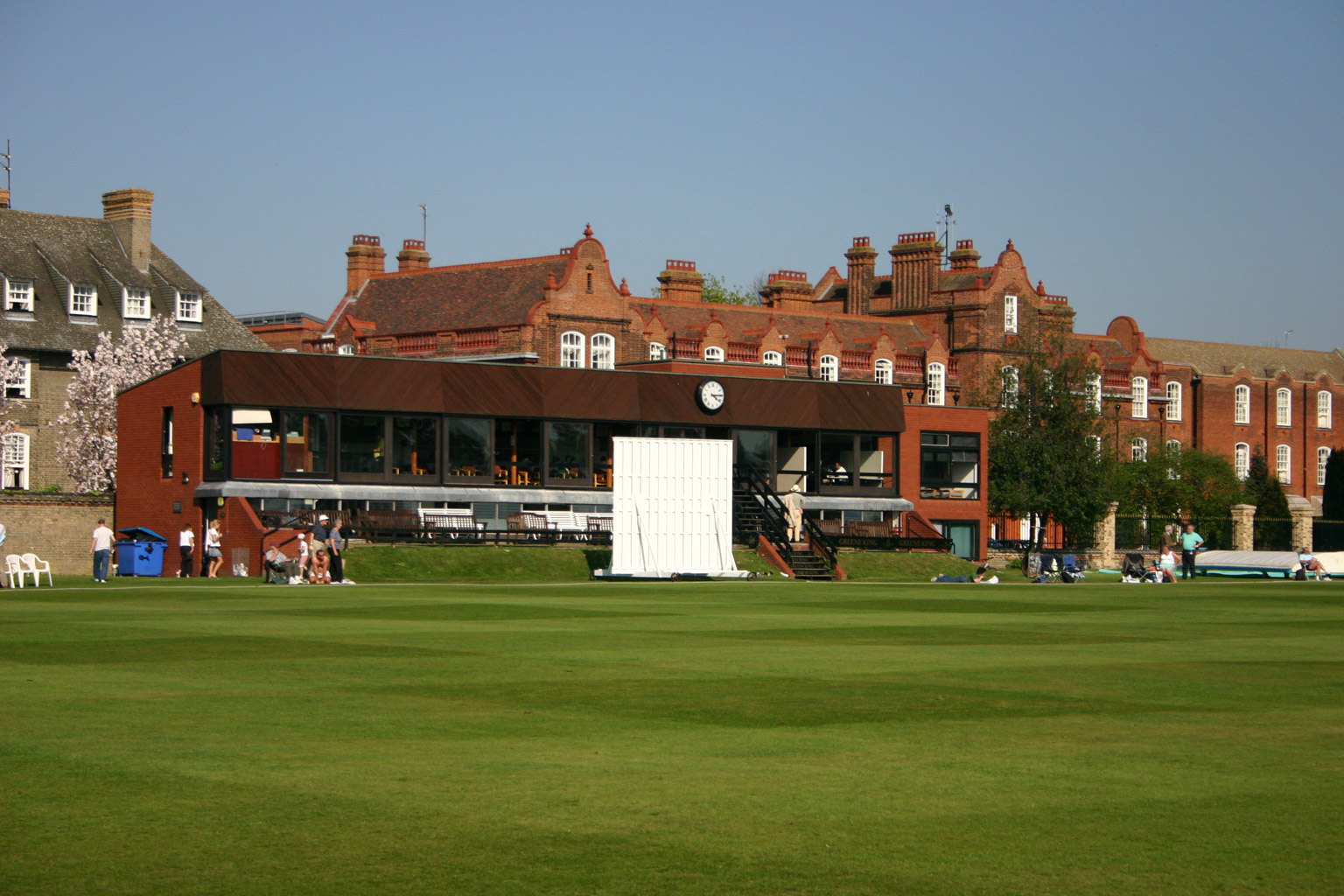
Fenner's, le terrain de l'université.

Le club de l'université joue ses matchs à domicile à Fenner's, établi en 1848. Il doit son nom à Francis Fenner, qui a loué l'emplacement pour lui donner cet usage.